# これからの「正義」の話をしよう いまを生き延びるための哲学
これからの「正義」の話をしよう いまを生き延びるための哲学（これからのせいぎのはなしをしよう いまをいきのびるためのてつがく、英語: Justice: What's the Right Thing to Do?）は2009年の政治哲学に関する本。著者はマイケル・サンデル。

## 背景
本書はサンデルのハーバード大学における「正義」コースをもとに書かれた。彼は30年超教え、オンラインやテレビでの短縮バージョンの講義を依頼された。 Justice: A Readerというもとになった本がある。

## 内容
サンデルは正義に関するいくつかの理論を選択肢として示す。ジェレミ・ベンサムの功利主義が概説され批判にさらされる。そしてジョン・スチュアート・ミルの洗練された功利主義が検討される。リバタリアン、特にロバート・ノージックと彼らの議論も検討される。次はイマヌエル・カントの「定言命法」。そして議論はジョン・ロールズの仕事へ向かう。そして、アリストテレスと彼のテロスという考えが検討される。ここでサンデルは自らの見解を明らかにし始める。彼は正義は自発的な行いを善いとするカント・ロールズ的アプローチより共同体主義の形であるべきだと主張する。サンデルはアラスデア・マッキンタイアを引用する。マッキンタイアは人間を語りを求めて「物語る存在」と特徴づける。

## 評価
ひろく評価は肯定的だった。ニューヨークタイムズは「もし本書が新たな哲学的地平を拓かないならば、何か重要なもので成功するだろう」と述べた。ガーディアンはあるべき社会についてのロジカルな考えがもたらされると述べた 。ポーツマス・レビューは「啓蒙される」と述べた。